# Loiron-Ruillé
Loiron-Ruillé é uma comuna francesa na região administrativa do País do Loire, no departamento de Mayenne. Estende-se por uma área de 39.86 km². Em 2010 a comuna tinha 2 777 habitantes (densidade: 69,7 hab./km²).
Foi criada em 1 de janeiro de 2016, a partir da fusão das antigas comunas de Loiron e Ruillé-le-Gravelais.